# Ditka Haberl
Judita »Ditka« Haberl, slovenska pevka zabavne glasbe, * 19. november 1947, Maribor.
Bila je članica skupin Bele vrane (1967–1974) in Pepel in kri, nato pa je nadaljevala s solo kariero.
V 80-ih letih je postala članica opernega zbora v mariborski Operi.
Njen bivši mož je glasbenik, ki je tudi bil član Belih vran, Tadej Hrušovar.
V zakonu sta se jima rodila sin in hči.
Na Slovenski popevki 1973 je pela dve pesmi – solo »Rojstvo« in s skupino Bele vrane »Letalovlak«.
Leta 1975 je s skupino Pepel in kri in s skladbo Dan ljubezni zastopala Jugoslavijo na Pesmi Evrovizije v Stockholmu. Zasedli so 13. mesto. 

## Glasbene uspešnice
- »Nad mestom se dani«
- »Samo nasmeh je bolj grenak«
- »Dan ljubezni« (Pepel in kri)
- »Mlade oči«
- »Vila z rimskega zidu«
- »Kot nekdo, ki imel me bo rad« (Pepel in kri)

## Diskografija
Studijski album
- Zaljubljena (1979)

Kompilacijski album
- Vse je igra (2006)

## Nastopi na glasbenih festivalih

### Slovenska popevka

#### Popevke
- 1970: »Vse ali nič« (Jure Robežnik/Elza Budau/Jure Robežnik)
- 1971: »Čuk« (Mojmir Sepe/Dušan Velkaverh/Mojmir Sepe)
- 1973: »Rojstvo« (Jernej Jung/Jernej Jung/Janez Gregorc) – nagrada strokovne žirije za najboljši aranžma
- 1974: »V meni raste drevo« (Jože Privšek/Dušan Velkaverh/Jože Privšek)
- 1976: »Samo nasmeh je bolj grenak« (Jože Privšek/Elza Budau/Jože Privšek) – 1. nagrada mednarodne strokovne žirije, 1. nagrada občinstva
- 1977: »Utrujena ljubezen« (Jani Golob/Olga Weissbacher/Jani Golob) – 2. nagrada mednarodne strokovne žirije, nagrada (srebrna plaketa) revije Stop
- 1978: »Praznik mojih sanj« (Esad Arnautalić/Daniel Levski/Jani Golob)
- 1979: »Kaj je sreča« (Geza Karlatec/Branko Šömen/Janez Gregorc) – 2. nagrada občinstva, nagrada strokovne žirije za najboljši aranžma
- 1980: »Kako naj ti povem« (Jani Golob/Daniel Levski/Jani Golob) – 2. nagrada mednarodne strokovne žirije, nagrada strokovne žirije za najboljši aranžma

#### Pesmi svobodnih oblik (šansoni)
- 1979: »Boter« (Mojmir Sepe/Dušan Velkaverh)

### Splitski festival
- 1973: »More, more«
- 1977: »Samo tvoje ime znam« (Pepel in kri)
- 1979: »Tu je Dalmacija« (s Pepel in kri)
- 1980: »Gledam kako spavaš« (Joško Koludrović/Jakša Fiamengo/Janez Gregorc)[2]
- 1981: Ivane moj

### Beogradsko proleće
- 1972: »Vila z rimskega« zidu
- 1978: »U meni živiš ti« (s Pepel in kri)
- 1981: »Za nas je dovoljna ljubav« (v duetu z Branko Blaće)

### Opatija
- 1973: »Mlade oči«
- 1974: »Sanjajmo«
- 1975: »Dan ljubezni« (s Pepel in kri, Eurosong)
- 1976: »Moja srećna zvezda« (s Pepel in kri)
- 1979: »Jaz sem jaz, ti si ti«
- 1985: »Nad mestom se dani«

### Zagreb
- 1981: »Veruj mi« (v duetu z Branko Blaće)
- 1982: »Vrijeme je za uspomene« (v duetu z Branko Blaće)

### Vaš šlager sezone (Sarajevo)
- 1975: »Kakor ženska«
- 1976: »Mađija« (s Pepel in kri)
- 1977: »Što može ona, mogu ja« (s Pepel in kri)